# Thicourt
Thicourt (en lorenès Thico, en alemany Diedersdorf) és un municipi francès, situat al departament del Mosel·la i a la regió del Gran Est. L'any 2007 tenia 151 habitants.

## Demografia

### Població
El 2007 la població de fet de Thicourt era de 151 persones. Hi havia 52 famílies, de les quals 8 eren unipersonals (8 dones vivint soles i 8 dones vivint soles), 8 parelles sense fills, 24 parelles amb fills i 12 famílies monoparentals amb fills.
La població ha evolucionat segons el següent gràfic:
Habitants censats

### Habitatges
El 2007 hi havia 61 habitatges, 55 eren l'habitatge principal de la família i 6 eren segones residències. Tots els 61 habitatges eren cases. Dels 55 habitatges principals, 51 estaven ocupats pels seus propietaris, 1 estava llogat i ocupat pels llogaters i 3 estaven cedits a títol gratuït; 1 tenia dues cambres, 3 en tenien tres, 13 en tenien quatre i 38 en tenien cinc o més. 46 habitatges disposaven pel capbaix d'una plaça de pàrquing. A 18 habitatges hi havia un automòbil i a 28 n'hi havia dos o més.

### Piràmide de població
La piràmide de població per edats i sexe el 2009 era:
| Homes | Edats   | Dones |
| ----- | ------- | ----- |
| 0     | 95 o +  | 0     |
| 0     | 90 a 94 | 0     |
| 4     | 85 a 89 | 0     |
| 4     | 80 a 84 | 0     |
| 0     | 75 a 79 | 4     |
| 4     | 70 a 74 | 4     |
| 4     | 65 a 69 | 8     |
| 0     | 60 a 64 | 0     |
| 4     | 55 a 59 | 4     |
| 0     | 50 a 54 | 4     |
| 4     | 45 a 49 | 4     |
| 12    | 40 a 44 | 8     |
| 4     | 35 a 39 | 8     |
| 4     | 30 a 34 | 0     |
| 0     | 25 a 29 | 8     |
| 4     | 20 a 24 | 0     |
| 4     | 15 a 19 | 8     |
| 0     | 10 a 14 | 12    |
| 8     | 5 a 9   | 8     |
| 0     | 0 a 4   | 0     |

## Economia
El 2007 la població en edat de treballar era de 102 persones, 74 eren actives i 28 eren inactives. De les 74 persones actives 68 estaven ocupades (35 homes i 33 dones) i 6 estaven aturades (2 homes i 4 dones). De les 28 persones inactives 7 estaven jubilades, 11 estaven estudiant i 10 estaven classificades com a «altres inactius».

### Ingressos
El 2009 a Thicourt hi havia 55 unitats fiscals que integraven 144 persones, la mediana anual d'ingressos fiscals per persona era de 17.543 €.

### Activitats econòmiques
Dels 3 establiments que hi havia el 2007, 1 era d'una empresa extractiva i 2 d'empreses de construcció.
L'únic servei als particulars que hi havia el 2009 era una lampisteria.
L'any 2000 a Thicourt hi havia 5 explotacions agrícoles.

## Poblacions més properes
El següent diagrama mostra les poblacions més properes.